# NGC 3332
NGC 3332 = NGC 3342 ist eine elliptische Galaxie mit aktivem Galaxienkern vom Hubble-Typ E/S0 im Sternbild Löwe auf der Ekliptik. Sie ist schätzungsweise 256 Millionen Lichtjahre von der Milchstraße entfernt und hat einen Durchmesser von etwa 105.000 Lj.
Die Typ-Ia-Supernova SN 2005ki wurde hier beobachtet.
Das Objekt wurde am 18. Januar 1784 (als NGC 3342 aufgeführt) und am 4. März 1796 (als NGC 3332 gelistet) von William Herschel entdeckt.